# Lanz
Lanz je naselje občine Koče - Muta v okraju Šmohor na Koroškem v Avstriji.